# Voz da Unidade
Voz da Unidade é um jornal que foi utilizado como instrumento pelo Partido Comunista Brasileiro na luta pela redemocratização do Brasil. 

## Histórico
Entre os anos de 1980 e 1991 circulou em São Paulo, Manaus, Boa Vista e Santarém, tendo sido porta-voz do PCB, por exemplo, na luta pela legalidade do partido, pelo fim da ditadura militar e pela estabilidade econômica. A primeira edição do fascículo data da semana de 30 de março a 5 de abril de 1980. Ao longo dos 11 anos, 516 edições do jornal foram publicadas, ainda que as duas últimas edições, de 1991, contassem com um novo nome, isto é, "Partido Novo", anunciando mudanças no velho PCB.
O nome original do jornal remete à ideia da necessidade da esquerda política brasileira, às voltas com a ditadura militar, unir forças, voz e unidade a fim de restaurar a democracia no país. O caráter jornalístico do periódico, logo, pretendia dar o "direito de voz para um contingente de sujeitos sociais que, até aquele momento e por causa do Estado ditador, não era contemplado por outros veículos de comunicação".

## A volta
Em 7 de agosto de 2018, Voz da Unidade voltou a ser editada, desta vez como o órgão de imprensa oficial da Unidade Classista, sindicato ligado ao PCB